# Of Monsters and Men
Of Monsters and Men es una banda de indie folk, Indie rock, e Indie pop islandesa formada en 2010. Los miembros del grupo son Nanna Bryndís Hilmarsdóttir (cantante principal y guitarrista), Ragnar "Raggi" Þórhallsson (cantante y guitarrista), Brynjar Leifsson (guitarrista), Arnar Rósenkranz Hilmarsson (baterista) y Kristján Páll Kristjánsson (bajista). Después de que ganaran el «Músiktilraunir», un concurso anual de bandas musicales de Islandia, Of Monsters and Men lanzó su primer EP, Into the Woods. Su álbum debut, My Head Is an Animal, cosechó un gran éxito a nivel mundial; alcanzó el sexto puesto en Estados Unidos, el tres en Reino Unido y el número uno en Australia, entre otros. El primer sencillo de este, «Little Talks», logró entrar en las primeras veinte posiciones en más de quince países. También han ganado el premio European Border Breakers Awards, el cual honra a los nuevos mejores artistas musicales de Europa.

## Historia

### 2009–2010: Formación de la banda
Los orígenes de la banda se remontan a 2009, cuando Nanna Bryndís Hilmarsdóttir decidió expandir su proyecto en solitario, Songbird. En 2010, Of Monsters and Men ingresó al Músíktilraunir, un concurso anual de música celebrado en Islandia, como un cuarteto conformado por Nanna (voz principal, guitarra acústica), Brynjar (guitarra eléctrica), Raggi (coros, melódica, glockenspiel) y Arnar (acompañamiento voces, melódica, glockenspiel, pandereta). A Raggi se le ocurrió el nombre de la banda, Of Monsters and Men, y a todos los demás les gustó, así que se quedó. Después, la banda añadió dos miembros más, Arni (acordeón, teclas) y Kristján (bajo). Continuaron de gira por Islandia mientras trabajaban en nuevas canciones.
Ese mismo año, fueron invitados a actuar en el festival Iceland Airwaves, y allí KEXP, una estación de radio con sede en Seattle, grabó a la banda interpretando "Little Talks" en una sesión de sala de estar.

### 2011–2013:My Head Is an Animaly éxito internacional
En febrero de 2011, la banda firmó con el sello Records Records para el lanzamiento de su álbum debut en Islandia. En marzo de 2011, fueron a Studio Sýrland en Reykjavík para grabar su álbum debut. En agosto de 2011, la Radio 104.5 de Filadelfia comenzó a transmitir "Little Talks", lo que propulsó a la banda a la popularidad en Estados Unidos. Su álbum debut My Head Is an Animal fue lanzado en Islandia en septiembre de 2011 y saldría un año después, en abril del 2012, en Estados Unidos y el resto del mundo. El álbum fue auspiciado por Universal Records y la canción "Little talks" alcanzó la posición N°1.

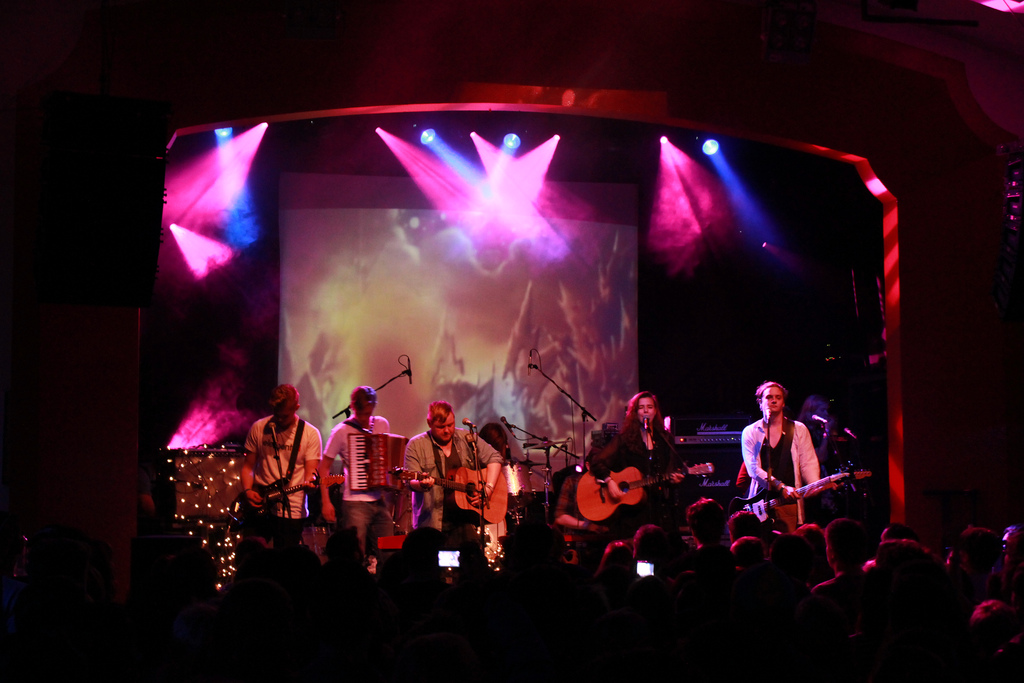
Of Monsters and Men

La banda tocó en el Newport Folk Festival en Newport, Rhode Island en julio de 2012, el Osheaga Festival en Montreal en agosto de 2012 y luego en Lollapalooza en Chicago en agosto de 2012. Realizaron giras por varios países europeos. La banda también apareció el 5 de octubre de 2012, en el nuevo programa de música de PBS Sound Tracks: Music Without Borders, interpretando "Mountain Sound". Más tarde Árni Guðjónsson dejó la banda para volver a la escuela.
La banda tocó "Little Talks" y "Mountain Sound" en Saturday Night Live y actuó en el 1st Annual Boston Calling Music Festival en 2013.  La banda también tocó T in the Park en julio de 2013, el festival de música más grande de Escocia. Actuaron tanto en Lollapalooza Brasil como en Chile. También se presentaron en Coachella, los días 12 y 19 de abril de 2013. 
El 26 de enero de 2013, "Little Talks" fue elegida como la Triple J Hottest 100 de 2012 en el número dos, un prestigioso honor musical en Australia. Aparecieron en Bonnaroo Music Festival en Manchester, Tennessee, en junio de 2013 y tocaron en el Festival de Glastonbury ese mismo mes. El 14 de julio de 2013, la banda tocó en Optimus Alive! festival, en Lisboa, Portugal, uno de los festivales más populares de Europa.
Su canción "Dirty Paws", de la que se originó el título del álbum, apareció en un avance de la película de 2013 The Secret Life of Walter Mitty y el video de presentación del iPhone 5 lanzado en septiembre de 2012. Ellos contribuyeron con la canción "Silhouettes" para la banda sonora de En llamas de Los juegos del hambre. Su canción "Sinking Man" se presenta en The Walking Dead: Original Soundtrack - Vol. 1.

### 2014–2022:Beneath the SkinyFever Dream
La banda comenzó a trabajar en un nuevo álbum en agosto de 2013. En una entrevista publicada el 6 de mayo de 2014, Nanna declaró que el álbum estaba por llegar, pero que la banda aún no había decidido una fecha de lanzamiento. En noviembre de 2014, el grupo comenzó a grabar su segundo disco junto con el productor de sonido Richard Costey en un estudio cercano a Reykjavík. En una sesión de escucha en febrero de 2015, Of Monsters and Men anunció que su segundo álbum de estudio sería lanzado ese mismo año. La banda publicó un teaser en su sitio para el primer sencillo del álbum, "Crystals", que fue lanzado el 16 de marzo de 2015, seguido de "I of the Storm" y "Empire". Más tarde, "Crystals" sería utilizado en el soundtrack del juego FIFA 16.
El álbum completo, Beneath the skin, se lanzó el 8 de junio en Islandia y un día después en el resto del mundo. La portada del álbum, al igual que la del sencillo "Crystals", fueron creadas por el artista Leif Podhajsky.
En mayo de 2015, la banda lanzó fechas para una gira para promocionar su segundo álbum. La gira en Estados Unidos se realizó del 5 de agosto de 2015 al 17 de octubre de 2015. La canción "Thousand Eyes" apareció en la publicidad de pretemporada de la serie de Marvel Netflix, Jessica Jones, así como también apareció en un capítulo de la tercera temporada de The 100. La banda apareció en los episodios "The Door" y "Blood of My Blood" de Game of Thrones, donde interpretaron a músicos de teatro.
En octubre de 2017, se anunció que Of Monsters and Men era la primera banda islandesa en alcanzar 1.000 millones de Spotify Plays.
El 21 de mayo de 2017 la banda publicó en Instagram una foto en el estudio de grabación dando inicio a su tercer álbum de estudio. Solo hasta el 29 de abril de 2019 anunciaron su primer sencillo 'Alligator' así como el nombre y fecha de lanzamiento del álbum, titulado 'Fever Dream' y que finalmente fue lanzado el 26 de julio de 2019.
El quinteto islandés ha anunciado tour por Estados Unidos, Europa y Australia entre agosto de 2019 y enero de 2020. El 9 de junio de 2022, la banda estrenó el documental Tíu, acompañado de la publicación de un EP del mismo nombre, en el festival de cine de Tribeca de 2022, como celebración del décimo aniversario de My Head Is an Animal. A esto le siguió una presentación acústica especial en vivo de sus nuevas canciones "Visitor", "This Happiness" y "Lonely Weather".

### 2025–presente: Nueva música
El 1 de julio de 2025, Of Monsters and Men publicaron un nuevo sencillo titulado "Television Love", junto a su videoclip, volviendo a la música tras tres años de parón.

## Miembros

#### Miembros actuales
- Nanna Bryndís Hilmarsdóttir – vocalista, guitarrista, piano, compositora (2010–presente)
- Ragnar Þórhallsson – vocalista, guitarrista, melódica, glockenspiel, compositor (2010–presente)
- Brynjar Leifsson – principal guitarrista, melódica, pandereta, voces de fondo (2010–presente)
- Kristján Páll Kristjánsson – bajista, egg shaker, voces de fondo (2010–presente)
- Arnar Rósenkranz Hilmarsson – batería, percusionista, melódica, glockenspiel, accordeón, teclado, piano, guitarra acústica, voces de fondo, compositor (2010–presente)

#### Antiguos miembros
- Árni Guðjónsson – accordeón, piano, órgano, teclado, voces de fondo (2010–2012)

## Discografía

### Álbumes
| Título               | Detalles                                                                                               | Posición en las listas | Posición en las listas | Posición en las listas | Posición en las listas | Posición en las listas | Posición en las listas | Posición en las listas | Posición en las listas | Posición en las listas | Posición en las listas | Posición en las listas | Posición en las listas | Posición en las listas | Certificaciones                                                              |
| Título               | Detalles                                                                                               | ISL                    | ALE                    | AUS                    | AUT                    | CAN                    | ESP                    | USA                    | IRL                    | HOL                    | ITA                    | NZL                    | UK                     | SUE                    | Certificaciones                                                              |
| -------------------- | --- | ---------------------- | ---------------------- | ---------------------- | ---------------------- | ---------------------- | ---------------------- | ---------------------- | ---------------------- | ---------------------- | ---------------------- | ---------------------- | ---------------------- | ---------------------- | ---------------------------------------------------------------------------- |
| My Head Is an Animal | - Lanzado: 20 de septiembre de 2011 - Sello: Republic Records - Formatos: CD, descarga digital, vinilo | 1                      | 4                      | 1                      | 17                     | 4                      | 30                     | 6                      | 1                      | 5                      | 44                     | 4                      | 3                      | 43                     | - ARIA: Platino - BVMI: Platino - IRMA: Oro - MC: 2× Platino - RIAA: Platino |
| Beneath the Skin     | - Lanzado: 8 de junio de 2015 - Sello: Republic Records - Formatos: CD, descarga digital, vinilo       | 1                      | 10                     | 4                      | 20                     | 1                      | 27                     | 3                      | 8                      | 17                     | 28                     | 10                     | 10                     | —                      | - MC: Oro - BPI: Plata                                                       |
| Fever Dream          | - Lanzado: 26 de julio de 2019 - Sello: Republic Records - Formatos: CD, descarga digital              | 1                      | 29                     | 21                     | 55                     | 2                      | 54                     | 9                      | -                      | -                      | 90                     | -                      | 15                     | 13                     |                                                                              |

### Álbumes en directo
| Título                | Detalles                                                     |
| --------------------- | ------------------------------------------------------------ |
| Live from Vatnagarðar | - Lanzado: 10 de diciembre de 2013 - Sello: Republic Records |

### EP
| Título         | Detalles                                                     | Posición en las listas | Posición en las listas |
| Título         | Detalles                                                     | US                     | US Alt.                |
| -------------- | ------------------------------------------------------------ | ---------------------- | ---------------------- |
| Into the Woods | - Lanzado: 20 de diciembre de 2011 - Sello: Republic Records | 108                    | 18                     |
| Tíu            | - Lanzado: 10 de junio de 2022 - Sello: Republic Records     | —                      | —                      |

### Sencillos
| Título                                                                       | Año  | Posición en las listas | Posición en las listas | Posición en las listas | Posición en las listas | Posición en las listas | Posición en las listas | Posición en las listas | Posición en las listas | Posición en las listas | Posición en las listas | Posición en las listas | Posición en las listas | Posición en las listas | Certificaciones | Álbum                |
| Título                                                                       | Año  | ISL                    | ALE                    | AUS                    | AUT                    | CAN                    | ESP                    | USA                    | HOL                    | ITA                    | IRL                    | NZL                    | UK                     | SUE                    | Certificaciones | Álbum                |
| ---------------------------------------------------------------------------- | ---- | ---------------------- | ---------------------- | ---------------------- | ---------------------- | ---------------------- | ---------------------- | ---------------------- | ---------------------- | ---------------------- | ---------------------- | ---------------------- | ---------------------- | ---------------------- | --- | -------------------- |
| "Little Talks"                                                               | 2011 | 1                      | 5                      | 7                      | 9                      | 55                     | 21                     | 20                     | 1                      | 16                     | 3                      | 4                      | 12                     | 21                     | - ARIA: 5× Platino - BPI: Oro - BVMI: 3× Oro - FIMI: 2× Platino - GLF: Platino - IFPI Austria: Oro - MC: Platino - RIAA: 4× Platino - RMNZ: 2× Platino | My Head Is an Animal |
| "Dirty Paws"                                                                 | 2012 | 10                     | —                      | —                      | —                      | —                      | —                      | —                      | —                      | —                      | —                      | 35                     | —                      | —                      | - ARIA: Platino - BPI: Plata - MC: Oro - RIAA: Platino                                                                                                 | My Head Is an Animal |
| "Mountain Sound"                                                             | 2012 | —                      | —                      | 29                     | —                      | 69                     | —                      | —                      | 28                     | —                      | —                      | 22                     | —                      | —                      | - ARIA: Oro - RIAA: Platino | My Head Is an Animal |
| "King and Lionheart"                                                         | 2013 | 1                      | —                      | —                      | —                      | —                      | —                      | —                      | —                      | —                      | —                      | —                      | —                      | —                      | | My Head Is an Animal |
| "Crystals"                                                                   | 2015 | 1                      | —                      | 94                     | —                      | —                      | —                      | —                      | —                      | —                      | —                      | —                      | —                      | —                      | | Beneath the Skin     |
| "I of the Storm"                                                             | 2015 | 9                      | —                      | —                      | —                      | —                      | —                      | —                      | —                      | —                      | —                      | —                      | —                      | —                      | | Beneath the Skin     |
| "Empire"                                                                     | 2015 | 15                     | —                      | —                      | —                      | —                      | —                      | —                      | —                      | —                      | —                      | —                      | —                      | —                      | | Beneath the Skin     |
| "Hunger"                                                                     | 2015 | 24                     | —                      | —                      | —                      | —                      | —                      | —                      | —                      | —                      | —                      | —                      | —                      | —                      | | Beneath the Skin     |
| "Wolves Without Teeth"                                                       | 2016 | —                      | —                      | —                      | —                      | —                      | —                      | —                      | —                      | —                      | —                      | —                      | —                      | —                      | | Beneath the Skin     |
| "Alligator"                                                                  | 2019 | 6                      | —                      | —                      | —                      | —                      | —                      | —                      | —                      | —                      | —                      | —                      | —                      | —                      | | Fever Dream          |
| "Wild Roses"                                                                 | 2019 | 12                     | —                      | —                      | —                      | —                      | —                      | —                      | —                      | —                      | —                      | —                      | —                      | —                      | | Fever Dream          |
| "Wars"                                                                       | 2019 | 11                     | —                      | —                      | —                      | —                      | —                      | —                      | —                      | —                      | —                      | —                      | —                      | —                      | | Fever Dream          |
| "Visitor"                                                                    | 2020 | 21                     | —                      | —                      | —                      | —                      | —                      | —                      | —                      | —                      | —                      | —                      | —                      | —                      | | Tíu                  |
| "Destroyer"                                                                  | 2021 | —                      | —                      | —                      | —                      | —                      | —                      | —                      | —                      | —                      | —                      | —                      | —                      | —                      | | Tíu                  |
| "Televisión Lover"                                                           | 2025 | —                      | —                      | —                      | —                      | —                      | —                      | —                      | —                      | —                      | —                      | —                      | —                      | —                      | | TBA                  |
| "—" indica sencillos que no fueron publicados o que no entraron en la lista. |      |                        |                        |                        |                        |                        |                        |                        |                        |                        |                        |                        |                        |                        | |                      |

### Bandas sonoras
| Título                                             | Año            | Película/Serie/Videojuego                                                                            | Álbum                                                                          |
| -------------------------------------------------- | -------------- | --- | ------------------------------------------------------------------------------ |
| "Little Talks"                                     | 2012 2012 2015 | Covert Affairs (S03E01) Some Girls (Serie) Guitar Hero Live                                          | -                                                                              |
| "Silhouettes"                                      | 2013           | Los juegos del hambre: en llamas                                                                     | The Hunger Games: Catching Fire – Original Motion Picture Soundtrack           |
| "Sinking Man"                                      | 2013           | The Walking Dead*                                                                                    | The Walking Dead: AMC Original Soundtrack, Vol. 1                              |
| "Dirty Paws"                                       | 2013           | The Secret Life of Walter Mitty                                                                      | The Secret Life of Walter Mitty: Music From and Inspired by the Motion Picture |
| "Mountain Sound"                                   | 2013 2014 2015 | Gang Related (S01E01) Alexander and the Terrible, Horrible, No Good, Very Bad Day** Guitar Hero Live | -                                                                              |
| "Crystals"                                         | 2015           | The Good Dinosaur** FIFA 16                                                                          | -                                                                              |
| "Empire"                                           | 2015           | Guitar Hero Live                                                                                     | -                                                                              |
| "Thousand Eyes"                                    | 2015 2015 2017 | The 100 (S03E05) The Originals (S03E15) The Book of Henry**                                          | -                                                                              |
| *No aparece en la película **Aparece en el tráiler |                | |                                                                                |

## Videos Musicales
| Título                 | Año  | Director(a)                 | Ref.   |
| ---------------------- | ---- | --------------------------- | ------ |
| "Little Talks"         | 2012 | WeWereMonkeys               | [ 56 ] |
| "Mountain Sound"       | 2012 | Desconocido                 |        |
| "King And Lionheart"   | 2013 | WeWereMonkeys               | [ 57 ] |
| "Crystals"             | 2015 | Arni and Kinski             | [ 58 ] |
| "Empire"               | 2015 | Tabitha Denholm             | [ 59 ] |
| "Wolves Without Teeth" | 2016 | Magnús Leifsson             | [ 60 ] |
| "Alligator"            | 2019 | Shih-Ting Hung              | [ 61 ] |
| "Wild Roses"           | 2019 | Thora Hilmarsdottir         | [ 62 ] |
| "Wars"                 | 2019 | WeWereMonkeys               | [ 63 ] |
| "Visitor"              | 2020 | Thora Hilmarsdottir         | [ 64 ] |
| "This Happiness"       | 2022 | Arnar Rósenkranz Hilmarsson | [ 65 ] |

## Reconocimientos
| Año  | Organización            | Trabajo nominado     | Premio                                | Resultado |
| ---- | ----------------------- | -------------------- | ------------------------------------- | --------- |
| 2012 | MTV Video Music Awards  | "Little Talks"       | Mejor dirección de arte               | Nominado  |
| 2012 | MTV Europe Music Awards | Of Monsters and Men  | Mejor "Push Act"                      | Nominado  |
| 2013 | ECHO Awards             | My Head Is an Animal | Mejor "newcomer" internacional        | Nominado  |
| 2013 | ECHO Awards             | My Head Is an Animal | Mejor Grupo Internacional de Rock/Pop | Nominado  |
| 2013 | Juno Awards             | "Little Talks"       | Vídeo del Año                         | Nominado  |
| 2013 | Billboard Music Awards  | My Head Is an Animal | Mejor Álbum de Rock                   | Nominado  |
| 2013 | EBBA Awards             | My Head Is an Animal | European Border Breakers Award        | Ganador   |